# Ehrenfest-paradoxon
Az Ehrenfest-paradoxon egy merev korong forgásának leírásával foglalkozik a relativitáselmélet szemszögéből.
1909-ben Paul Ehrenfest eredetileg egy ideális merev hengerről értekezett, mely a tengelye körül forog tengelyszimmetrikusan. A lemez sugara, R, mindig merőleges a mozgásra, és így egyenlő az R0 értékkel stacionárius állapotban. A kerülete azonban (2πR) Lorentz-rövidülést (hosszkontrakciót) „szenved” a paradoxon szerint, és kisebb érték lesz, mint nyugalmi állapotban, általában γ tényezővel (Lorentz-tényező). Ennek eredményeként R<R0.
A paradoxon tovább mélyül azáltal, hogy a kerületre illeszkedő mérőrúd a hengerrel együtt forog, így az is rövidül.
Az Ehrenfest-paradoxon az egyik legrégebben felvetett paradoxon a relativitáselméletben, és hosszú, ellentmondó története van, mely a különböző értelmezésekből adódik.

## A paradoxon lényege
Tekintsünk egy R sugarú lemezt, mely állandó ω szögsebességgel forog.

Ehrenfest-paradoxon lemeze

A vonatkoztatási rendszerünk legyen fixen a lemez középpontja. Ekkor a relatív sebesség a kerület bármely pontján {\displaystyle \omega R}.
Így a kerület hosszkontrakciót fog szenvedni Lorentz után,
{\displaystyle {\sqrt {1-(\omega R)^{2}/c^{2}}}} érték szerint.
De mivel a sugár merőleges a mozgás  irányára, a sugárra nem lép fel relativisztikus rövidülés.
Ezért:
{\displaystyle {\frac {\mathrm {kerulet} }{\mathrm {atmero} }}={\frac {2\pi R{\sqrt {1-(\omega R)^{2}/c^{2}}}}{2R}}=\pi {\sqrt {1-(\omega R)^{2}/c^{2}}}}.
Ez egy paradoxon, mivel az euklideszi geometria szerint ez pontosan = {\displaystyle \pi }.

## A paradoxon feloldása
A paradoxon feloldását már 1937-ben megértették, azonban azóta is több szerző különböző egymásnak ellentétes koncepciót állít fel a paradoxon megoldására.
Øyvind Grøn szerint a paradoxon abból származik, hogy lehetetlen órákat szinkronizálni egy forgó vonatkoztatási rendszerben.
Egy másik  megoldás a Langevin–Landau–Lifschitz-féle mértékrendszer alkalmazása a kisméretű forgó testekre.